# فيكتور بيليفين
فيكتور أوليجوفيتش بيليفين (بالروسية: Ви́ктор Оле́гович Пеле́вин) (مواليد 22 نوفمبر 1962) كاتب روائي روسي، حصل على العديد من الجوائز الأدبية. مُؤلّفاته عبارة عن نصوص ما بعد حداثية متعددة الطبقات تدمج عناصر الثقافة الشعبية والفلسفات الباطنية، من نوع الخيال العلمي. يربط بعض النقاد نثره بحركة الإخلاص الجديد الأدبية.

## حياته
ولد فيكتور أوليجوفيتش بيليفين في موسكو في 22 نوفمبر 1962، لأب يعمل مدرسا في القسم العسكري بجامعة بومان، وأم تعمل مدرسة للغة الإنجليزية. عاش في موسكو، وانتقل لاحقًا إلى تشيرتانوفو [الإنجليزية]. في عام 1979، تخرّج بيليفين من مدرسة ثانوية راقية مع برنامج خاص للغة الإنجليزية يقع في شارع ستانيسلافسكوغو في وسط موسكو.
التحق بمعهد هندسة الطاقة في موسكو، وتخرج بدرجة في الهندسة الكهروميكانيكية عام 1985. في أبريل من ذلك العام، عيّنته وزارة النقل الكهربائي في المعهد كمهندس. خدم بيليفين في سلاح الجو الروسي. من عام 1987 إلى عام 1989، التحق بيليفين بكلية الدراسات العليا في معهد هندسة الطاقة.
يُسافر بيليفين إلى آسيا كثيرًا، فقد زار نيبال وكوريا الجنوبية والصين واليابان. في حين أنه لا يعتبر نفسه بوذيًا، إلا أنه منخرط في الممارسات البوذية. قال بيليفين مرارًا وتكرارًا أنه على الرغم من حقيقة أن شخصياته الروائية تتعاطى المخدرات، إلا أنه ليس مدمنًا على الرغم من أنه جرّب بعضها في شبابه. بيليفين ليس متزوجا. في بداية العقد الأول من القرن الحادي والعشرين، عاش في أستراليا.

## مسيرته الأدبية
في عام 1989، حضر بيلفين ندوة الكتابة الإبداعية لميخائيل لوبانوف في معهد مكسيم غوركي الأدبي. أثناء دراسته في المعهد، التقى بيلفين بالروائي الشاب ألبرت إجازاروف والشاعر فيكتور كول، الذي أصبح فيما بعد ناقدًا أدبيًا. تم طرد بيليفين من المعهد في عام 1991. مضى إيجازاروف وكول ليؤسسا دار نشر، والتي قام بيلفين فيها بتحرير ثلاثة مجلدات من أعمال كارلوس كاستانيدا.
من عام 1989 إلى عام 1990، عمل بيليفين مراسلا في مجلة «وجها لوجه». في عام 1989 بدأ أيضًا العمل في مجلة "Nauka i Religiya" (العلوم والدين)، حيث قام بتحرير سلسلة من المقالات حول التصوف الشرقي. في عام 1989، نشرت المجلة أول قصة قصيرة لبيلفين.
في عام 1992، نشر بيليفين مجموعته الأولى من القصص. وبعد عام حصل على جائزة ليتل بوكر الروسية. في مارس 1992 نشر بيليفين روايته الأولى أومون راع في المجلة الأدبية زناميا. جذبت الرواية انتباه النقاد الأدبيين وتم ترشيحها لجائزة بوكر. في أبريل 1993، نشرت المجلة نفسها رواية بيليفين التالية حياة الحشرات. في عام 1993 نشر بيليفين مقالاً بعنوان «جون فاولز ومأساة الليبرالية الروسية» في صحيفة نيزافيسيمايا غازيتا. كان المقال رد الكاتب على رد فعل بعض النقاد السلبي على عمله. في العام نفسه، تم قبول بيليفين في اتحاد الصحفيين الروسي.
في عام 1996، شارك بيليفين في برنامج الكتابة الدولي في جامعة أيوا.  في العام نفسه، نشرت مجلة زناميا رواية بيليفين «تشاباييف وفويد». ووصفها النقاد بأنها «أول رواية زن بوذية باللغة الروسية». وقد أطلق عليها الكاتب نفسه «الرواية الأولى التي تدور أحداثها في فراغ مطلق». في عام 1997، فازت الرواية بجائزة (Strannik) الروسية للخيال العلمي، وفي عام 2001 تم ترشيحها لجائزة دبلن الدولية للأدب.
في عام 1999، نُشرت رواية (Generation P). تم بيع أكثر من 3.5 مليون نسخة في جميع أنحاء العالم. حصل الكتاب على عدد من الجوائز بما في ذلك جائزة ريتشارد شوينفيلد الألمانية.
يُعرَف بيليفين بعدم احتكاكه بالجمهور الأدبي، ونادراً ما يظهر في الأماكن العامة أو يُجري مقابلات، ويفضل التواصل عبر الإنترنت. عندما يجري مقابلات يتحدث أكثر عن طبيعة العقل بدلاً من كتاباته. وقد أدى هذا إلى ظهور شائعات مختلفة. على سبيل المثال، تم اقتراح أن الكاتب غير موجود وأن بيليفين هو في الواقع اسم رمزي لمجموعة من المؤلفين أو حتى جهاز كمبيوتر. الصحفي ألكسندر جوردون هو أحد الأشخاص الذين شككوا في وجود الكاتب بيليفين. في مايو 2011، أفيد أن بيليفين سيحضر شخصيًا حفل توزيع الجوائز (SuperNatsBest)، والذي كان سيكون أول ظهور للكاتب علنًا، لكنه لم يحضر.
سمح بيليفين بنشر جميع نصوصه باللغة الروسية قبل عام 2009 (باستثناء رواية P5) على الإنترنت للاستخدام غير التجاري. بعض الروايات متاحة أيضًا كملفات صوتية باللغة الروسية.

## الأسلوب الأدبي
عادة ما يخلو نثر بيلفين من الحوار بين المؤلف والقارئ، سواء من خلال الحبكة أو الشخصية أو الشكل الأدبي أو لغة السرد. هذا يتوافق مع فلسفته، حيث يرى أن القارئ هو الذي يغمر النص بالمعنى.
في حواراته مع مجلة بومب، وصف بيليفين كتاب المعلم ومارغريتا للمؤلف الروسي ميخائيل بولغاكوف باعتباره تأثيرًا مبكرًا على قراءته، قائلاً: «كان تأثير هذا الكتاب رائعًا حقًا. [. . . ] كان هذا الكتاب خارج العالم السوفيتي تمامًا». يتجنب بيليفين، مع ذلك، إدراج المؤلفين الذين أثروا في كتاباته على وجه التحديد، لأنه يعتقد أن «التقليد الأدبي الروسي الحقيقي الوحيد هو كتابة كتب جيدة بطريقة لم يفعلها أحد من قبل.» 

## روابط خارجية
- فيكتور بيليفين على موقع IMDb (الإنجليزية)
- فيكتور بيليفين على موقع ميتاكريتيك (الإنجليزية)
- فيكتور بيليفين على موقع الموسوعة البريطانية (الإنجليزية)
- فيكتور بيليفين على موقع مونزينجر (الألمانية)
- فيكتور بيليفين على موقع ميوزك برينز (الإنجليزية)
- فيكتور بيليفين على موقع ديسكوغز (الإنجليزية)
- فيكتور بيليفين على موقع قاعدة بيانات الفيلم (الإنجليزية)